# Mattiastrum gracile
Mattiastrum gracile är en strävbladig växtart som först beskrevs av Ekaterina Georgiewna Czerniakowska, och fick sitt nu gällande namn av S.K. Cherepanov. Mattiastrum gracile ingår i släktet Mattiastrum och familjen strävbladiga växter. Inga underarter finns listade i Catalogue of Life.